# Franc Debevec (ortoped)
Franc Debevec, slovenski zdravnik ortoped, * 2. april 1915, Železniki, † 20. april 2002, Ljubljana.

## Življenje in delo
Rodil se je očetu Francu st. in materi Ani (roj. Hönigman).
Diplomiral je 1940 na zagrebški medicinski fakulteti in 1973 doktoriral. V letih 1942−46 je delal na kirurškem oddelku bolnišnice v Ljubljani, nato na ortopedski kliniki ter postal 1969 njen predstojnik. V letih 1976−81 je bil predstojnik katedre za ortopedijo in rehabilitacijio na ljubljanski Medicinski fakulteti, kjer je sprva deloval kot izredni, zatem pa kot redni profesor za ortopedijo. V Zavodu za rehabilitacijo invalidov SRS (sedaj Univerzitetni zavod za rehabilitacijo SOČA) je vodil oddelek za protetiko. Objavil je več znanstvenih člankov.